# Walk Right Back
Walk Right Back è un brano scritto da Sonny Curtis, registrato e pubblicato come singolo dagli Everly Brothers nel 1961. Il brano ha raggiunto il settimo posto nella Hot 100 di Billboard mentre è stato al primo posto della UK Single Chart per tre settimane.
Originalmente fu pubblicato come lato B di Ebony Eyes.